# Martin Ziegler (Mathematiker)
Martin Ziegler (* 1968) ist ein deutscher Mathematiker. Er ist Professor für Theoretische Informatik am KAIST. Von 2010 bis 2015 war er Professor an der Technischen Universität Darmstadt.

## Leben
Ziegler wurde 2002 mit der Arbeit Zur Berechenbarkeit reeller geometrischer Probleme an der Universität Paderborn promoviert. Nach verschiedenen Post-Doc-Stellen wurde er dort 2008 habilitiert. Im März 2010 trat er an der TU Darmstadt  eine W2-Professur für Mathematik an.
An der TU Darmstadt war er Mitglied der IANUS-Gruppe (Interdisziplinäre Arbeitsgruppe Naturwissenschaft, Technik und Sicherheit). Die Gruppe beschäftigt sich mit naturwissenschaftlich orientierter Friedensforschung. In den Jahren 2012–2015 war er deren Sprecher.
2015 folgte er einem Ruf auf eine Professur für Theoretische Informatik am KAIST (früher: Korea Advanced Institute of Science and Technology) in Daejeon, Südkorea.

## Leistungen
In seinen Arbeiten beschäftigt er sich u. a. mit Logik-Problemen, und Problemen der Berechenbarkeit, Forschungsfeldern zwischen der Mathematik und der Informatik. Er war an der TU Darmstadt Mitglied der Logik-Gruppe des Fachbereichs Mathematik.

## Auszeichnungen
- 1996/97: Preis für herausragende Abschlussarbeiten 1996/97 der Uni-GH Paderborn for the Diplomarbeit Eine alternative Formulierung der Quantenmechanik.[2]
- 1998: Multimedia Award 1998 des BMWi zusammen mit Matthias Fischer and Tamás Lukovszki für das Projekt Multimediale Entdeckungsreisen unserer Welt mit dem Internet[2]
- 2006: Forschungspreis 2006 (zusammen mit Dr. Matthias Fischer)[2]
- 2009: Den Best Paper Award des Springer-Verlags auf der 32nd Annual Conference on Artificial Intelligence, gemeinsam mit Florentin Neumann and Andrea Reichenberger für: Variations of the Turing Test in the Age of Internet and Virtual Reality
- 2011: Athene Fachbereichspreis für Gute Lehre und Sonderpreis für Interdisziplinäre Lehre 2011 (gemeinsam mit Gerd Buntkowsky und Hans-Jürgen Bär)[2]